# مونتيغروسو دستي
مونتيغروسو دستي (بالإيطالية: Montegrosso d'Asti)‏ هي بلدة وبلدية في مقاطعة أستي في إقليم بييمونتي في جنوب إيطاليا.

## السكان
في سنة 1861 بلغ عدد السكان 2٬609 نسمة، وتطور العدد ليصل في سنة 2011 لـ 2٬264 نسمة.
يظهر هذا المخطط البياني تطور النمو السكاني لـ مونتيغروسو دستي